# Leopoldo Rodés Castañé
Leopoldo Rodés Castañé (Barcelona, 14 de mayo de 1935 – Aiguaviva, 8 de julio de 2015) fue un abogado y empresario español, y un miembro muy activo de la sociedad civil española y catalana. Hasta su fallecimiento, fue presidente de Inversiones y Servicios Publicitarios (ISP), presidente de Havas Media Group, consejero de Caixabank, y del Grupo Financiero y Banco Inbursa de México. También fue presidente del Consejo Internacional de Abertis, miembro del consejo europeo de Christie’s,  presidente de honor del Instituto de la Empresa Familiar y miembro vitalicio de su junta directiva. También formó parte del Consejo Empresarial para la Competitividad (CEC).

## Trayectoria
Licenciado en derecho por la Universidad de Barcelona. Fundó en 1958 la Agencia de Publicidad Tiempo, (hoy Tiempo/BBDO), agencia líder en España. En 1978 creó la agencia de medios Media Planning, S.A. (hoy Havas Media Group), líder en Francia, España y Latinoamérica, y presente en todo el mundo.
A lo largo de su carrera fue consejero de las siguientes empresas (entre otras):
Banco Central en Cataluña y del Banco Vitalicio, Banco del Progreso (Vicepresidente) y del Banco Urquijo (Vicepresidente), Asepeyo (Presidente), Corporación Financiera Alba, Invermay SICAV, S.A. (Presidente), Caixa d’Estalvis i Pensions de Barcelona “la Caixa” (Consejo de administración, comisión ejecutiva y comisión de inversiones) Uralita SA, Banco de Gerona, Privat Bank, Hostelería Unida, Ferrocarriles de la Generalidad de Cataluña, Alcatel, Gas Natural SDG, Abertis, Sogecable, Prisa TV. También formó parte del Consejo Internacional de Repsol.

## Instituto de la Empresa Familiar
Fue el promotor, fundador en 1992 y primer presidente del Instituto de la Empresa Familiar, organización dedicada al apoyo de las empresas familiares en España y principal interlocutor de ellas ante las administraciones, instituciones, y medios de comunicación. 

## Juegos Olímpicos de Barcelona 1992
Leopoldo Rodés fue Presidente de la Asociación Barcelona Olímpica 1992, asociación de la sociedad civil dedicada a obtener financiación para la candidatura de Barcelona. Como presidente del Comité de Candidatura, fue una figura clave en la nominación de Barcelona y visitó más de 50 países y a todos los miembros del Comité Olímpico Internacional para convencerles de las bondades de la candidatura. Una vez nominada Barcelona fue nombrado miembro del Comité Organizador de los Juegos (COOB 92) y de su Comisión Ejecutiva. Fue además Presidente de la Olimpiada Cultural Barcelona'92.

## Museu d'Art Contemporani de Barcelona (MACBA)
Leopoldo Rodés fue uno de los impulsores y fundador del Museu d'Art Contemporani de Barcelona. En 1987 junto con un grupo de personas y empresas de la sociedad civil creó la Fundación MACBA , con el objetivo de adquirir obras de arte para la colección permanente del museo. Hasta su fallecimiento, fue vicepresidente tercero del museo, miembro del consejo general del MACBA y de su comisión ejecutiva, así como Presidente de la Fundación MACBA.

## Otros cargos de la Sociedad Civil
Fue Presidente del patronato de la Fundación Universidad Ramon Llull (2014-2012), primera universidad privada de España. También participó como promotor de la Fundación para la Investigación Oncológica FERO, impulsada por el doctor Josep Baselga, y fue su primer Presidente entre 2007 y 2011. También fue vocal del Círculo de Economía y miembro del Junta Asesora Internacional de la Generalidad de Cataluña.
Hasta su fallecimiento, fue presidente la Fundación Arte y Mecenazgo; miembro del Patronato de la Fundación Princesa de Asturias; patrono y miembro de la Comisión Delegada de la Fundación Princesa de Girona; presidente del Capítulo Español del Foro Iberoamérica; miembro de la Fundación Carolina y de la Fundación Conde de Barcelona. 
También fue miembro del consejo económico diocesano del Obispado de Barcelona, vicepresidente del Reial Automòbil Club de Catalunya, patrono de la Escuela Superior de Música Reina Sofía, de la Fundación Casa Ducal de Medinaceli y de la Fundación Barcelona Olímpica. Forma parte del patronato del Consejo de Notables de la Universidad de Barcelona y fue académico de la Real Academia de Bellas Artes de San Jordi. Asimismo, fue miembro del National Committee del Whitney Museum de NY, del Chairman’s Council y del Internacional Council del MOMA. Además formó parte de la junta directiva del Palacio de la Música Catalana y de la Comisión Ejecutiva y del Comité de Mecenazgo del Gran Teatro del Liceo. También fue miembro de honor del Museo Guggenheim Bilbao y del Consejo Internacional del Museo del Prado.

## Distinciones y reconocimientos
- 2010, Gran Cruz de la Orden de Isabel la Católica, concedida por el rey Juan Carlos I (2010).
- 1999, Creu de Sant Jordi de la Generalidad de Cataluña.[8]
- 2012, Medalla de Oro al Mérito Cívico del Ajuntament de Barcelona.[9]
- 2013, Medalla de Oro de la Universidad Ramon Llull.[10]
- 1993, Medalla de Oro de la Orden Olímpica del Comité Olímpico Internacional.
- 2002, Medalla de Oro del Queen Sofía Spanish Institute de Nueva York.
- 2012, Medalla Sorolla de la Hispanic Society de Nueva York.[11]
- 2012, Medalla de Honor del Cercle del Liceu de Barcelona.[12]
- 2012, Premio Montblanc de la Cultura.[13]
- 2015, Medalla de Oro al Real Orden del Mérito Deportivo (a título póstumo).

## Familia
Leopoldo Rodés estuvo casado con Isabel Vilà Huarte (hasta su fallecimiento en el año 2000), con la que tuvo cinco hijos: Fernando (1960), Alfonso (1961), Cristina (1962), Alicia (1964) y Gonzalo Rodés Vilà (1965). Posteriormente se casó con Ainhoa Grandes Massa.